# タンカー戦争
タンカー戦争（タンカーせんそう、英: Tanker War）は、イラン・イラク戦争中、イラン軍・イラク軍によるペルシャ湾を航行しているタンカー等の船舶に対する攻撃と関係各国による一連の対策をいう。

## 概要
1982年7月に実施されたラマダン作戦の実質的な失敗により、イラン軍にとりイラク領への侵攻作戦は一進一退の泥沼状態となった。イランはこの状況を覆し戦争を有利に展開（あわよくばイラクバアス党政権を打倒し、より親イスラム的な政権を樹立させる）する為あらゆる手段に打って出た。当初は石油採掘及び精製施設に対する攻撃であったが、やがて港湾施設、ついで航行中のタンカーに対する攻撃へとエスカレートしていった。
一方のイラクも、イラン軍の反攻で痛手を負い是が非でもイランを停戦交渉へ向かわせる必要性にせまられていた。イラク空軍はその優勢な航空戦力を動員し同年7月14日にイラン領ハールク島の石油積み出し港を攻撃、8月12日にはペルシャ湾北西部一帯を航行禁止海域に設定した。

## 1982年

### イラン
イラクによるハールク島付近での海上封鎖戦は実際には激烈でなく、多数の船が同島に入港しておりブーシェフル港（ハールク島東南部）とバンダレ・アッバース港も使用しており損害は（全体としては）軽微であった。当時のイラクのサッダーム・フセイン大統領の狙いだったとされるイランによるホルムズ海峡封鎖は起きなかった。

### イラク
航行禁止海域設定がなされる8月12日以前の8月9日には、ギリシャ籍の貨物船（5,000t）がイラク軍航空機によるロケット弾攻撃を受け沈没、乗員はイラン海軍艦艇に救出、韓国籍の貨物船も同じくイラク軍機による攻撃で炎上の末沈没、乗員9人が死亡または行方不明となった。イラクによる航行禁止海域設定はこの様な事態を防ぐための処置であると説明がなされたが、実質的にはイランに対する海上封鎖であった。
9月4日には、トルコ籍の貨物船「マーズ・トランスポーター」号にイラク軍ヘリコプターまたは海岸から発射されたエグゾセが3発命中、乗員3人死亡、3人が負傷した。同時期にはカーグ島に対しての攻撃を強化した。これに対しイラン軍守備隊は防空部隊を強化、イラク軍機は損害を回避するために地対地ミサイルによる攻撃も併用した。11月には禁止海域を拡大した。

### 他
この時期のアメリカ合衆国、ソビエト連邦両超大国は基本的に静観していたが、ソ連は一方が強くなるともう一方に援助して強大な勢力を作り出さない戦略を志向する事となる（イブン・アキール作戦以降、完全にイラク援助に絞る）。アメリカはイラン革命政権と決定的な対決姿勢（イーグルクロー作戦以後、人質が解放されてもなお）を崩しておらず、必然的にイラクに援助が（なかには本来イラン・パフラヴィー政権向けの武器も含めて販売）行われた。同じくしてフランス、スペイン、エジプト、ブラジル、中華人民共和国から大量に武器を取得、さらに韓国などからも弾薬や一部小火器及びその他の軍需物資の取得がなされた。
イランは軍需物資調達に関しては孤立的状況にあったが、やがて北朝鮮から（軍事顧問込みで）少量ではあるが武器などが売却される。イラン最大の武器供給国である中華人民共和国は北朝鮮を仲立人に武器を売却し、のちに直接取引するようになった。また、南アフリカ、イスラエル、シリア、リビア（イラン・コントラ事件を含めればアメリカ合衆国も）からも調達が行われるようになる。
アメリカ軍はイラン・イラク両国の海上における戦闘に対処するため、当初はカタールやバーレーン等湾岸諸国に駐留するつもりであったが、これらの諸国はアメリカの恒久的プレゼンスを構築されるのを嫌い、必要に応じての軍事援助だけを求めた。これに対し周辺国との摩擦も避けるためにアメリカ海軍はアラビア海上に艦隊を遊弋させ、アメリカ空軍はイスラエル国内の航空基地及びディエゴガルシア島の航空基地で待機し、ペルシャ湾岸諸国から要請があった場合のみ出動する態勢がとられた。

## 1983年

### イラン
イランは、イラクによる船舶攻撃に対する有効な手段を持たず、小規模な船団を組んでこれに対抗し一部の作業は自動小銃を所持したままのイラン軍兵士が代行した。
具体的には、シリー島及びラバン島沖の集合点を経由してブーシェフル港に入港（同港はイラク軍航空攻撃の限界距離にあたる）。出航する場合は夜明けとともにブーシェフル港を出発し護衛なしで貨物船はバンダレ・ホメイニ港に向かい、タンカーはハールク島かバンダル・ヌーシェル港に向かう。北緯29度線にあるホラ・ムサ海峡に入る前に水先案内人が乗船し、暗いうちに入港を済ませる。この間は船舶、灯台なども灯火管制の対象となり真っ暗闇であるが、代わりにイラン軍の沿岸レーダー管制を受ける。逆にブーシェフル港に戻る場合は護衛なしで昼間移動した。
さらに、ペルシャ湾内を航行する際は写真撮影や無線封鎖を徹底し、各船舶には元イラン海軍士官（彼等は革命前に西側諸国で訓練を受けている）が乗り込み航行を支援した。
ノールーズ油田攻撃後は付近を航行する船舶に対し無線通信を義務づけ、応答しない場合は友軍であっても拿捕した。これにより難民を乗せたイラン漁船多数が、無警告で撃沈された。

### イラク
イラクは1983年になってもイラン艦艇・船舶に対する攻撃を継続した。それらの損害など詳細は不明であるが第三国も含めて、相当数の船舶が犠牲となった模様である。この年以降、イラク空軍及び海軍航空隊はフランスからミラージュF1とそのつなぎのシュペルエタンダールを29機及びエグゾセミサイルを取得し戦力の増強に務めた。（フランス軍の介入についての詳細はイラン・イラク戦争における航空戦を参照）。この年からイラク空軍は、イランの石油施設とそれに付随する港湾施設への攻撃を激化させた。ただし攻撃に使用された弾種は威力の低いロケット弾が主であったため損害は少なく、イランの石油積み出し能力は概ね前年と同じ水準であった。しかし、シャッタルアラブ川河口部にあるノールーズ海底油田採掘施設をイラク空軍機による攻撃で完全に破壊し原油が海面に流出、ホルムズ海峡まで広がった石油汚染はペルシャ湾岸諸国に深刻な影響をもたらした。

### 他
この頃にはイギリスのロイズ等の船舶保険の保険料は以前の200倍になり、ペルシャ湾を航行する船舶も激減した。さらに世界における石油需要は上昇していたものの、原油価格は下落が続いていた。これはイランを中心にペルシャ湾諸国での生産過剰が原因であった。

## 1984年

### イラン
イランはエグゾセミサイル対策を講じた、一つは囮となる浮船を多数作りこれに反射器を載せエグゾセのレーダーを惑わせることを狙った。もう一つが同じく反射器を取り付けた無人機（或いは凧）を随行させ、これにミサイルを引きつけようとした。
5月以降、今度はイラン空軍のF-4戦闘機やP-3Fが第三国籍タンカーなどに対して攻撃を開始。イラク空軍の作戦距離外及びサウジアラビア空軍のF-15戦闘機の警戒空域外にて間隙を縫うように活動した。ただし、使用したミサイルは（対戦車目的で作られた）AGM-65 マーベリックミサイルのように対戦車ミサイルが主流であり、船舶に命中しても小さな穴しか開けられず、大きな損害は発生しにくかった。
本来であれば船舶による石油輸出に全面依存しているイランとしては、この種の攻撃自体自殺行為に近いが（イラクはトルコ経由のパイプライン輸送に移行しつつあった）イラクに援助しているペルシャ湾諸国に警告を与える為にあえて実行された。5月24日にはリベリア籍のタンカー「ケミカル・ベンチャー」号が被弾、この船は日本向けの定期傭船であり、日本に係る船舶が攻撃を受けたのはこれが初めてとなった。
この頃からイランは、石油輸出先側タンカーの空爆被害を減らすため、輸出先側タンカーの航行をなるべくハールク島から離れた海域までにとどめることとし、ペルシャ湾南部のシリー島海域での積み替え輸送を開始した。具体的には、イラン側でチャーターしたVLCC・ULCCクラスの大型タンカーを母船としてシリー島海域の泊地に停泊させ、ハールク島からシリー島までやはりイラン側チャーターのタンカーで石油をピストン輸送し母船タンカーに積み替え。そこから更に輸出先側タンカーに積み替えを行うという方法となった。

### イラク
1月、イラク空軍はシュペルエタンダールやシュペルフルロンに搭載されたエグゾセミサイルによって船舶5隻を大破させた。これらの攻撃は5月まで継続され相当数の船舶が犠牲となった。イラク空軍は対象となる海域を事前偵察を行わず、無差別に大型目標のみを照準して攻撃した。5月25日、バンダレ・ホメイニ港付近にて8隻からなる船団を撃破、次第に攻撃はエスカレートしていった。

### 他
夏ごろには船舶保険料が正常値に戻りつつあった。
夏以降のフランスはイラクに対してのエグゾセミサイルの供給を渋るようになった。これはイランによるホルムズ海峡封鎖を恐れたためである。5月29日にはアメリカ合衆国はサウジアラビアに対しスティンガーミサイル400発の緊急援助をした。6月にはクウェート籍のタンカーをアメリカ海軍艦艇2隻で護衛した。

## 1985年

### イラン
イランは1985年中に約50隻攻撃したとされるが実際には少なかった。石油輸出に関してはハールク島の機能を一部シリー島に移転させ被害を減らし、合わせて新規航路を開拓した。さらにイスラム革命防衛隊に海上部隊と航空部隊を新設、兵員3000人、哨戒艇12隻、パトロール艇10隻。航空部隊は人員2000人、航空機10機が整備された。

### イラク
年度初頭にイラク軍は16〜22隻程度の船舶を攻撃（不確実も含めれば50隻を超える）、そのうち5隻が被害を受けた。ハールク島の攻撃も続けていたが少数機による高高度攻撃であるため致命的な打撃を与えることができず、イランの石油輸出に重大な影響はほとんど無かった。ただし、テヘランの指導者層は事態が深刻な方向へ向かいつつあることを理解し始め、9月29日にアリー・ハーメネイー大統領の声明において、ハールク島の機能が完全喪失したならばホルムズ海峡を封鎖すると明言した。

### 他
3月27日にイギリスタイムズ紙にてイランと中華人民共和国との間に武器購入協定が結ばれ、その一部の引渡しが始まったと報じたが、3月29日に中華人民共和国外交部はこの報道を否定した。しかし実際には北朝鮮を経由してイランに流入していた。
イラクもアルゼンチンからFMA IA 58 プカラ40機以上とその整備部品と訓練を含む契約が結ばれた。このCOIN機は人海戦術を採用しているイラン軍にとり脅威となると見られたが、後に契約はキャンセルされている。

## 1986年

### イラン
冬から春にかけてイラン海軍と革命防衛隊は臨検、拿捕を強化。空軍による船舶攻撃も平行して実施された。陸上においても第8次ヴァル・ファジュル作戦（第1次アル＝ファオの戦い）を発動、イラク軍のシルクワーム地対艦ミサイル基地を奪取し航路の安全を確保した。
この年8月には、輸出石油の積替え拠点となっていたシリー島も空爆を受けたため、ホルムズ海峡内のララク島付近の泊地へ積替え拠点を移動。ララク島泊地は「ホルムズターミナル」と通称されるようになる。

### イラク
3月18日、テヘランにあるテヘラン製油所をはじめアフヴァーズ製油所などへの爆撃を強化、ハールク島への攻撃も激化した。この3月末までにタンカーなど40隻以上が被弾、修復不可能な船舶の総トン数は第二次世界大戦で沈んだ船舶の五分の一に達していた。

### 他
この年にはイラン・コントラ事件が発覚、イランはアメリカ製兵器と交換部品の調達に成功したが、アメリカの対イラン関係は益々悪化した。ソ連はニコライ・ルイシコフ首相の親書を携えたコルニエンコ第一外務次官を団長とする外交使節団を派遣した。この交渉にて石油精製施設の修復と経済協力を謳った経済協力協定が結ばれた。フランスもイランに接触し、（原子力発電所建設に伴うフランス原子力庁がパフラヴィー朝から借款した10億ドルに及ぶ債務の問題こそあったが）兵器売却とレバノンにおける人質事件の解決（イランに影響を受けたシーア派系過激派が実行）及び戦後の経済復興について話し合われた。前年に報道された中華人民共和国からの兵器輸出は中国北方工業公司製を主体に10億ドル相当におよんだ。

## 1987年

### イラン
イラン軍は3月にホルムズ海峡北岸部クヘスタクとケシム島の2箇所にシルクワームミサイル基地を配置、これで同海峡を封鎖できる態勢が整った。これに対してアメリカ合衆国は警告を行った。しかし、イランは年末までに更に2箇所増設しファオ半島にも配置され、中華人民共和国から購入した新型のC801ミサイルも配備された。5月6日ソ連貨物船を攻撃、5月16日にはクウェート沖にてソ連タンカーが機雷に触雷した。8月4日から8月8日かけてオマーン沖の空海域にて大規模な演習を実施、周辺諸国に圧力を加えた。しかしこの頃にはイラン海軍の戦意は低下しており、それに反比例して革命防衛隊海上部隊は訓練不足であったが戦意は旺盛であった。

### イラク
陸上ではファオ半島奪回を目指して準備を進めていたが、中・北部戦線の対処に忙殺され遅々として進まなかった。

### 他
5月16日夜間から5月17日にかけてイラク軍のミラージュF1がエグゾセミサイル2発を発射、アメリカ海軍スタークが被弾した。この事件とクウェート籍の船舶護衛問題（クウェートは自国のタンカーにアメリカ国旗を掲揚し、アメリカ籍の船舶扱いをさせるようアメリカに要請した）がきっかけとなり7月24日にアーネスト・ウィル作戦が発動、遂にアメリカの本格介入を招くこととなった。またアメリカ合衆国議会では、日本や北大西洋条約機構（NATO）にも応分の軍事的役割を担わせるべしとの機運が高まっていった。
7月以降、各海域にて触雷事件が多発、8月に入って船舶保険料は高騰し始めた。8月10日にオマーン湾でパナマ船籍のアメリカの大型タンカーが浮遊機雷による被害を受け、ホルムズ海峡の外側も決して安全でなくなっていると判明したことで、翌11日にはさっそくイギリス、フランスが掃海艇および支援船の派遣を決めた。さらに8月27日にイタリアが掃海艇等を派遣することとなった他、西側諸国を中心に派遣され、アメリカ8隻、ソ連4隻、イギリス4隻、フランス3隻、イタリア3隻、オランダ2隻、ベルギー2隻の合計26隻の大所帯となり掃海活動と自国船の護衛を実施した。

## 1988年

### イラン
ララク島泊地で母船タンカーとしてチャーターされていた香港船籍の世界最大のタンカー「シーワイズ・ジャイアント」（後の「ノック・ネヴィス」）がイラク空軍機の攻撃を受け、大破・炎上した。

### 他
4月14日、ペルシア湾でアーネスト・ウィル作戦を行っていたアメリカ海軍のオリバー・ハザード・ペリー級ミサイルフリゲート「サミュエル・B・ロバーツ」が触雷し、損害を受けた。アメリカ軍はイランによって機雷が敷設されたものと断定し、報復とてプレイング・マンティス作戦を発動。イラン海軍のフリゲートやミサイル艇などを撃沈した。

## 損害を受けた船舶
| 年     | イランによる攻撃 | イラクによる攻撃 | 不明（触雷等） | 総数     |
| ------ | ---------------- | ---------------- | -------------- | -------- |
| 1984年 | 16(14)           | 39(19)           | 1(1)           | 56(34)   |
| 1985年 | 11(8)            | 34(23)           | 0              | 45(31)   |
| 1986年 | 41(39)           | 59(48)           | 0              | 100(87)  |
| 1987年 | 77(57)           | 76(60)           | 9(7)           | 162(124) |
| 計     | 145(118)         | 208(150)         | 10(8)          | 363(276) |

## 日本による対応
日本も、ペルシャ湾における航行の安全確保への直接的貢献として掃海艇の派遣を検討していたが、1987年8月27日には、衆議院内閣委員会において中曽根康弘内閣総理大臣により、機雷除去は武力行使にあたらず海上自衛隊が公海上でこれを行うことは合法であり海外派兵にもあたらないが、国際紛争に巻き込まれる恐れがあるような場所に自衛隊を派遣することは適当でないとの政治判断が示された。
一方、9月8日にはワシントンにおいて「目に見える日本の貢献」を求める申し入れが行われ、オプションとして掃海艇の派遣やペルシャ湾での作戦費用（10億ドル）の分担、米艦船の修理費用の分担および在日米軍経費の大幅増額などが提示されたほか、同月14日にも東京にてアンダーソン公使より「掃海艇派遣は引き続き最優先検討事項たるべし」との申し入れが行われた。これに対し、9月21日の日米首脳会談において、中曽根総理からロナルド・レーガン大統領に対して、「自衛隊の派遣はできないが、幅広く可能な限りの政府としての貢献の方法を検討中」と伝えられた。
掃海艇にかわるオプションとして浮上したのが、海上保安庁の巡視船を派遣して、日本船に対する情報の提供と救難活動を行うという案であった。9月中旬ごろから10月初めにかけて、外務省と海上保安庁とで検討が行われ、海上保安庁側は「本来自衛隊が行うべきであるにもかかわらず政治的に不可能であるために、攻撃に対してより脆弱な巡視船が対応させられるのは納得できない」との態度であったが、後に中曽根総理自身の指示もあって、相当細部に至る詰めが行われた。しかし後藤田正晴内閣官房長官が強硬に反対し、また渡米した宮澤喜一大蔵大臣および栗原祐幸防衛庁長官からの情報もあって、10月1日、中曽根総理より「巡視船の派遣は中止する」との指示があった。
一方、10月3日に栗原防衛庁長官と会談したキャスパー・ワインバーガー米国防長官より、デッカ航法への日本の協力について示唆があった。外務省は直ちに同システムについての調査・検討に着手、計画をまとめて、10月7日に同システムの建設協力および資金拠出について総合安全保障関係閣僚会議および閣議で決定した。またあわせて、国際連合への緊急拠出、および日本輸出入銀行を介したオマーン、ヨルダンへの支援も決定された。

## 他
イラン革命防衛隊はスウェーデンのボグハマール・マリンがイランに輸出していた小型ボートを改造しタレグ級高速艇として配備し、タンカーへの攻撃に利用した。小型のため接近するまで露見しにくく多くの成果を上げた。これ以降海賊やテロ組織が利用する武装小艇はボグハマーと通称されるようになった。